# Volta a Catalunya de 2018
La Volta a Catalunya de 2018 fou la 98a edició de la Volta a Catalunya. La cursa es disputarà entre el 19 i el 25 de març de 2018 en set etapes i un total de 1.159,2 km. Aquesta seria la novena prova de l'UCI World Tour 2018.
La cursa va ser guanyada per segon any consecutiu pel murcià Alejandro Valverde (Movistar Team). Aquesta fou la tercera victòria final de Valverde en aquesta cursa, després que el 2009 la guanyés per primera vegada. Valverde aconseguí el liderat en guanyar la segona etapa amb final a Valls, però l'endemà el va perdre en favor del belga Thomas De Gendt. La quarta etapa, amb final a La Molina, que també guanyà Valverde va servir perquè recuperés un liderat que ja no va deixar fins al final. Valverde, que també guanyà la classificació de la muntanya, guanyà la general amb 29" d'avantatge sobre el seu company d'equip Nairo Quintana. El francès Pierre Latour (AG2R La Mondiale) va finalitzar en la tercera posició final i guanyà la classificació dels joves. Lluís Mas Bonet (Caja Rural-Seguros RGA) guanyà la classificació de les metes volants i el Movistar Team la classificació per equips.
Just abans de l'inici de la darrera etapa, es va celebrar la primera edició de la reVolta femenina.

## Equips participants
| WorldTeams (18)- Lotto Soudal - Mitchelton-Scott - Trek-Segafredo - Lotto NL-Jumbo - AG2R La Mondiale - Groupama-FDJ - Bahrain-Merida - UAE Team Emirates - Team Sunweb - Quick-Step Floors - EF Education First-Drapac p/b Cannondale - Bora-Hansgrohe - Astana - Katusha-Alpecin - Dimension Data - Sky - BMC Racing Team - Movistar Team Equips continentals professionals (7)- Burgos-BH - Euskadi Basque Country-Murias - Caja Rural-Seguros RGA - Cofidis, Solutions Crédits - Fortuneo-Samsic - Manzana Postobón - Israel Cycling Academy |
| |

## Etapes
| Etapa    | Data       | Ciutats d'etapa                   | type                    | Distància (km) | Vencedor de l'etapa         | Líder de la general         |
| -------- | ---------- | --------------------------------- | ----------------------- | -------------- | --------------------------- | --------------------------- |
| 1a etapa | 19 de març | Calella – Calella                 | etapa de mitja muntanya | 152,3          | Álvaro Hodeg Chagui         | Álvaro Hodeg Chagui         |
| 2a etapa | 20 de març | Mataró – Valls                    | etapa de mitja muntanya | 175,6          | Alejandro Valverde Belmonte | Alejandro Valverde Belmonte |
| 3a etapa | 21 de març | Sant Cugat del Vallès – Camprodon | etapa de muntanya       | 153,2          | Thomas De Gendt             | Thomas De Gendt             |
| 4a etapa | 22 de març | Llanars – La Molina               | etapa de muntanya       | 170,8          | Alejandro Valverde Belmonte | Alejandro Valverde Belmonte |
| 5a etapa | 23 de març | Llívia – Vielha e Mijaran         | etapa de mitja muntanya | 212,9          | Jarlinson Pantano Gómez     | Alejandro Valverde Belmonte |
| 6a etapa | 24 de març | Pobla de Segur, La – Torrefarrera | etapa accidentada       | 117            | Maximilian Schachmann       | Alejandro Valverde Belmonte |
| 7a etapa | 25 de març | Barcelona – Barcelona             | etapa de mitja muntanya | 154,8          | Simon Yates                 | Alejandro Valverde Belmonte |

### Etapa 1
Calella - Calella. 19 de març de 2018. 152,3 km
| \| Classificació de l'etapa \| Classificació de l'etapa \| Classificació de l'etapa \| Classificació de l'etapa \| Classificació de l'etapa \| \| Corredor \| Corredor \| Equip \| Temps \| \| \| ------------------------ \| --------------------------- \| -------------------------- \| ------------------------ \| ------------------------ \| \| 1r \| Álvaro Hodeg Chagui \| Quick-Step Floors \| 3h 39' 31" \| \| \| 2n \| Sam Bennett \| Bora-Hansgrohe \| + 0" \| \| \| 3r \| Jay McCarthy \| Bora-Hansgrohe \| + 0" \| \| \| 4t \| Michael Mørkøv \| Quick-Step Floors \| + 0" \| \| \| 5è \| Roberto Ferrari \| UAE Team Emirates \| + 0" \| \| \| 6è \| Niccolò Bonifazio \| Bahrain-Merida \| + 0" \| \| \| 7è \| Nacer Bouhanni \| Cofidis, Solutions Crédits \| + 0" \| \| \| 8è \| Alejandro Valverde Belmonte \| Movistar Team \| + 0" \| \| \| 9è \| Matej Mohorič \| Bahrain-Merida \| + 0" \| \| \| 10è \| Zakkari Dempster \| Israel Cycling Academy \| + 0" \| \| |                             |                            |            |
| |                             |                            |            |
| Font: ProCyclingStats |                             |                            |            |
| Classificació de l'etapa |                             |                            |            |
| Corredor | Corredor                    | Equip                      | Temps      |
| 1r | Álvaro Hodeg Chagui         | Quick-Step Floors          | 3h 39' 31" |
| 2n | Sam Bennett                 | Bora-Hansgrohe             | + 0"       |
| 3r | Jay McCarthy                | Bora-Hansgrohe             | + 0"       |
| 4t | Michael Mørkøv              | Quick-Step Floors          | + 0"       |
| 5è | Roberto Ferrari             | UAE Team Emirates          | + 0"       |
| 6è | Niccolò Bonifazio           | Bahrain-Merida             | + 0"       |
| 7è | Nacer Bouhanni              | Cofidis, Solutions Crédits | + 0"       |
| 8è | Alejandro Valverde Belmonte | Movistar Team              | + 0"       |
| 9è | Matej Mohorič               | Bahrain-Merida             | + 0"       |
| 10è | Zakkari Dempster            | Israel Cycling Academy     | + 0"       |

| \| Classificació general \| Classificació general \| Classificació general \| Classificació general \| Classificació general \| \| Corredor \| Corredor \| Equip \| Temps \| \| \| --------------------- \| --------------------------- \| -------------------------- \| --------------------- \| --------------------- \| \| 1r \| Álvaro Hodeg Chagui \| Quick-Step Floors \| 3h 39' 21" \| \| \| 2n \| Sam Bennett \| Bora-Hansgrohe \| + 4" \| \| \| 3r \| Andrí Hrivko \| Astana \| + 5" \| \| \| 4t \| Jay McCarthy \| Bora-Hansgrohe \| + 6" \| \| \| 5è \| Michael Mørkøv \| Quick-Step Floors \| + 10" \| \| \| 6è \| Roberto Ferrari \| UAE Team Emirates \| + 10" \| \| \| 7è \| Niccolò Bonifazio \| Bahrain-Merida \| + 10" \| \| \| 8è \| Nacer Bouhanni \| Cofidis, Solutions Crédits \| + 10" \| \| \| 9è \| Alejandro Valverde Belmonte \| Movistar Team \| + 10" \| \| \| 10è \| Matej Mohorič \| Bahrain-Merida \| + 10" \| \| |                             |                            |            |
| |                             |                            |            |
| Font: ProCyclingStats |                             |                            |            |
| Classificació general |                             |                            |            |
| Corredor | Corredor                    | Equip                      | Temps      |
| 1r | Álvaro Hodeg Chagui         | Quick-Step Floors          | 3h 39' 21" |
| 2n | Sam Bennett                 | Bora-Hansgrohe             | + 4"       |
| 3r | Andrí Hrivko                | Astana                     | + 5"       |
| 4t | Jay McCarthy                | Bora-Hansgrohe             | + 6"       |
| 5è | Michael Mørkøv              | Quick-Step Floors          | + 10"      |
| 6è | Roberto Ferrari             | UAE Team Emirates          | + 10"      |
| 7è | Niccolò Bonifazio           | Bahrain-Merida             | + 10"      |
| 8è | Nacer Bouhanni              | Cofidis, Solutions Crédits | + 10"      |
| 9è | Alejandro Valverde Belmonte | Movistar Team              | + 10"      |
| 10è | Matej Mohorič               | Bahrain-Merida             | + 10"      |

### Etapa 2
Mataró - Valls. 20 de març de 2018. 175,6 km
| \| Classificació de l'etapa \| Classificació de l'etapa \| Classificació de l'etapa \| Classificació de l'etapa \| Classificació de l'etapa \| \| Corredor \| Corredor \| Equip \| Temps \| \| \| ------------------------ \| --------------------------- \| ------------------------- \| ------------------------ \| ------------------------ \| \| 1r \| Alejandro Valverde Belmonte \| Movistar Team \| 4h 41' 50" \| \| \| 2n \| Daryl Impey \| Mitchelton-Scott \| + 0" \| \| \| 3r \| Jay McCarthy \| Bora-Hansgrohe \| + 0" \| \| \| 4t \| Egan Bernal Gómez \| Team Sky \| + 0" \| \| \| 5è \| Matej Mohorič \| Bahrain-Merida \| + 0" \| \| \| 6è \| Enrico Gasparotto \| Bahrain-Merida \| + 0" \| \| \| 7è \| José Joaquín Rojas Gil \| Movistar Team \| + 0" \| \| \| 8è \| Tao Geoghegan Hart \| Team Sky \| + 0" \| \| \| 9è \| Toms Skujiņš \| Trek-Segafredo \| + 0" \| \| \| 10è \| Alex Howes \| EF Education First-Drapac \| + 0" \| \| |                             |                           |            |
| |                             |                           |            |
| Font: ProCyclingStats |                             |                           |            |
| Classificació de l'etapa |                             |                           |            |
| Corredor | Corredor                    | Equip                     | Temps      |
| 1r | Alejandro Valverde Belmonte | Movistar Team             | 4h 41' 50" |
| 2n | Daryl Impey                 | Mitchelton-Scott          | + 0"       |
| 3r | Jay McCarthy                | Bora-Hansgrohe            | + 0"       |
| 4t | Egan Bernal Gómez           | Team Sky                  | + 0"       |
| 5è | Matej Mohorič               | Bahrain-Merida            | + 0"       |
| 6è | Enrico Gasparotto           | Bahrain-Merida            | + 0"       |
| 7è | José Joaquín Rojas Gil      | Movistar Team             | + 0"       |
| 8è | Tao Geoghegan Hart          | Team Sky                  | + 0"       |
| 9è | Toms Skujiņš                | Trek-Segafredo            | + 0"       |
| 10è | Alex Howes                  | EF Education First-Drapac | + 0"       |

| \| Classificació general \| Classificació general \| Classificació general \| Classificació general \| Classificació general \| \| Corredor \| Corredor \| Equip \| Temps \| \| \| --------------------- \| --------------------------- \| --------------------- \| --------------------- \| --------------------- \| \| 1r \| Alejandro Valverde Belmonte \| Movistar Team \| 8h 21' 09" \| \| \| 2n \| Jay McCarthy \| Bora-Hansgrohe \| + 4" \| \| \| 3r \| Daryl Impey \| Mitchelton-Scott \| + 6" \| \| \| 4t \| Nairo Quintana Rojas \| Movistar Team \| + 11" \| \| \| 5è \| Matej Mohorič \| Bahrain-Merida \| + 12" \| \| \| 6è \| Bob Jungels \| Quick-Step Floors \| + 12" \| \| \| 7è \| Eduard Prades i Reverter \| Euskadi-Murias \| + 12" \| \| \| 8è \| Enrico Gasparotto \| Bahrain-Merida \| + 12" \| \| \| 9è \| Jordi Simón Casulleras \| Burgos-BH \| + 12" \| \| \| 10è \| Egan Bernal Gómez \| Team Sky \| + 12" \| \| |                             |                   |            |
| |                             |                   |            |
| Font: ProCyclingStats |                             |                   |            |
| Classificació general |                             |                   |            |
| Corredor | Corredor                    | Equip             | Temps      |
| 1r | Alejandro Valverde Belmonte | Movistar Team     | 8h 21' 09" |
| 2n | Jay McCarthy                | Bora-Hansgrohe    | + 4"       |
| 3r | Daryl Impey                 | Mitchelton-Scott  | + 6"       |
| 4t | Nairo Quintana Rojas        | Movistar Team     | + 11"      |
| 5è | Matej Mohorič               | Bahrain-Merida    | + 12"      |
| 6è | Bob Jungels                 | Quick-Step Floors | + 12"      |
| 7è | Eduard Prades i Reverter    | Euskadi-Murias    | + 12"      |
| 8è | Enrico Gasparotto           | Bahrain-Merida    | + 12"      |
| 9è | Jordi Simón Casulleras      | Burgos-BH         | + 12"      |
| 10è | Egan Bernal Gómez           | Team Sky          | + 12"      |

### Etapa 3
Sant Cugat del Vallès - Vallter 2000. 21 de març de 2018. 199,2 km
| \| Classificació de l'etapa \| Classificació de l'etapa \| Classificació de l'etapa \| Classificació de l'etapa \| Classificació de l'etapa \| \| Corredor \| Corredor \| Equip \| Temps \| \| \| ------------------------ \| ------------------------ \| ------------------------ \| ------------------------ \| ------------------------ \| \| 1r \| Thomas De Gendt \| Lotto-Soudal \| 4h 13' 48" \| \| \| 2n \| Simon Yates \| Mitchelton-Scott \| + 20" \| \| \| 3r \| Thibaut Pinot \| Groupama-FDJ \| + 20" \| \| \| 4t \| Mathias Frank \| AG2R La Mondiale \| + 20" \| \| \| 5è \| Nairo Quintana Rojas \| Movistar Team \| + 20" \| \| \| 6è \| Giovanni Visconti \| Bahrain-Merida \| + 20" \| \| \| 7è \| Maximilian Schachmann \| Quick-Step Floors \| + 20" \| \| \| 8è \| Egan Bernal Gómez \| Team Sky \| + 20" \| \| \| 9è \| Matej Mohorič \| Bahrain-Merida \| + 20" \| \| \| 10è \| Bob Jungels \| Quick-Step Floors \| + 20" \| \| |                       |                   |            |
| |                       |                   |            |
| Font: ProCyclingStats |                       |                   |            |
| Classificació de l'etapa |                       |                   |            |
| Corredor | Corredor              | Equip             | Temps      |
| 1r | Thomas De Gendt       | Lotto-Soudal      | 4h 13' 48" |
| 2n | Simon Yates           | Mitchelton-Scott  | + 20"      |
| 3r | Thibaut Pinot         | Groupama-FDJ      | + 20"      |
| 4t | Mathias Frank         | AG2R La Mondiale  | + 20"      |
| 5è | Nairo Quintana Rojas  | Movistar Team     | + 20"      |
| 6è | Giovanni Visconti     | Bahrain-Merida    | + 20"      |
| 7è | Maximilian Schachmann | Quick-Step Floors | + 20"      |
| 8è | Egan Bernal Gómez     | Team Sky          | + 20"      |
| 9è | Matej Mohorič         | Bahrain-Merida    | + 20"      |
| 10è | Bob Jungels           | Quick-Step Floors | + 20"      |

| \| Classificació general \| Classificació general \| Classificació general \| Classificació general \| Classificació general \| \| Corredor \| Corredor \| Equip \| Temps \| \| \| --------------------- \| --------------------------- \| --------------------- \| --------------------- \| --------------------- \| \| 1r \| Thomas De Gendt \| Lotto-Soudal \| 12h 34' 54" \| \| \| 2n \| Alejandro Valverde Belmonte \| Movistar Team \| + 23" \| \| \| 3r \| Jay McCarthy \| Bora-Hansgrohe \| + 27" \| \| \| 4t \| Daryl Impey \| Mitchelton-Scott \| + 29" \| \| \| 5è \| Simon Yates \| Mitchelton-Scott \| + 29" \| \| \| 6è \| Thibaut Pinot \| Groupama-FDJ \| + 31" \| \| \| 7è \| Nairo Quintana Rojas \| Movistar Team \| + 34" \| \| \| 8è \| Matej Mohorič \| Bahrain-Merida \| + 35" \| \| \| 9è \| Bob Jungels \| Quick-Step Floors \| + 35" \| \| \| 10è \| Eduard Prades i Reverter \| Euskadi-Murias \| + 35" \| \| |                             |                   |             |
| |                             |                   |             |
| Font: ProCyclingStats |                             |                   |             |
| Classificació general |                             |                   |             |
| Corredor | Corredor                    | Equip             | Temps       |
| 1r | Thomas De Gendt             | Lotto-Soudal      | 12h 34' 54" |
| 2n | Alejandro Valverde Belmonte | Movistar Team     | + 23"       |
| 3r | Jay McCarthy                | Bora-Hansgrohe    | + 27"       |
| 4t | Daryl Impey                 | Mitchelton-Scott  | + 29"       |
| 5è | Simon Yates                 | Mitchelton-Scott  | + 29"       |
| 6è | Thibaut Pinot               | Groupama-FDJ      | + 31"       |
| 7è | Nairo Quintana Rojas        | Movistar Team     | + 34"       |
| 8è | Matej Mohorič               | Bahrain-Merida    | + 35"       |
| 9è | Bob Jungels                 | Quick-Step Floors | + 35"       |
| 10è | Eduard Prades i Reverter    | Euskadi-Murias    | + 35"       |

### Etapa 4
Llanars - La Molina. 22 de març de 2018. 170,8 km
| \| Classificació de l'etapa \| Classificació de l'etapa \| Classificació de l'etapa \| Classificació de l'etapa \| Classificació de l'etapa \| \| Corredor \| Corredor \| Equip \| Temps \| \| \| ------------------------ \| --------------------------- \| ------------------------- \| ------------------------ \| ------------------------ \| \| 1r \| Alejandro Valverde Belmonte \| Movistar Team \| 4h 25' 54" \| \| \| 2n \| Egan Bernal Gómez \| Team Sky \| + 0" \| \| \| 3r \| Nairo Quintana Rojas \| Movistar Team \| + 6" \| \| \| 4t \| Pierre Latour \| AG2R La Mondiale \| + 23" \| \| \| 5è \| Thibaut Pinot \| Groupama-FDJ \| + 53" \| \| \| 6è \| Marc Soler i Giménez \| Movistar Team \| + 53" \| \| \| 7è \| Simon Yates \| Mitchelton-Scott \| + 53" \| \| \| 8è \| George Bennett \| LottoNL-Jumbo \| + 55" \| \| \| 9è \| Hugh Carthy \| EF Education First-Drapac \| + 59" \| \| \| 10è \| Daniel Martínez Poveda \| EF Education First-Drapac \| + 1' 03" \| \| |                             |                           |            |
| |                             |                           |            |
| Font: ProCyclingStats |                             |                           |            |
| Classificació de l'etapa |                             |                           |            |
| Corredor | Corredor                    | Equip                     | Temps      |
| 1r | Alejandro Valverde Belmonte | Movistar Team             | 4h 25' 54" |
| 2n | Egan Bernal Gómez           | Team Sky                  | + 0"       |
| 3r | Nairo Quintana Rojas        | Movistar Team             | + 6"       |
| 4t | Pierre Latour               | AG2R La Mondiale          | + 23"      |
| 5è | Thibaut Pinot               | Groupama-FDJ              | + 53"      |
| 6è | Marc Soler i Giménez        | Movistar Team             | + 53"      |
| 7è | Simon Yates                 | Mitchelton-Scott          | + 53"      |
| 8è | George Bennett              | LottoNL-Jumbo             | + 55"      |
| 9è | Hugh Carthy                 | EF Education First-Drapac | + 59"      |
| 10è | Daniel Martínez Poveda      | EF Education First-Drapac | + 1' 03"   |

| \| Classificació general \| Classificació general \| Classificació general \| Classificació general \| Classificació general \| \| Corredor \| Corredor \| Equip \| Temps \| \| \| --------------------- \| --------------------------- \| ------------------------- \| --------------------- \| --------------------- \| \| 1r \| Alejandro Valverde Belmonte \| Movistar Team \| 17h 00' 58" \| \| \| 2n \| Egan Bernal Gómez \| Team Sky \| + 19" \| \| \| 3r \| Nairo Quintana Rojas \| Movistar Team \| + 26" \| \| \| 4t \| Pierre Latour \| AG2R La Mondiale \| + 48" \| \| \| 5è \| Simon Yates \| Mitchelton-Scott \| + 1' 12" \| \| \| 6è \| Thibaut Pinot \| Groupama-FDJ \| + 1' 14" \| \| \| 7è \| Marc Soler i Giménez \| Movistar Team \| + 1' 18" \| \| \| 8è \| George Bennett \| LottoNL-Jumbo \| + 1' 20" \| \| \| 9è \| Hugh Carthy \| EF Education First-Drapac \| + 1' 24" \| \| \| 10è \| Steven Kruijswijk \| LottoNL-Jumbo \| + 1' 28" \| \| |                             |                           |             |
| |                             |                           |             |
| Font: ProCyclingStats |                             |                           |             |
| Classificació general |                             |                           |             |
| Corredor | Corredor                    | Equip                     | Temps       |
| 1r | Alejandro Valverde Belmonte | Movistar Team             | 17h 00' 58" |
| 2n | Egan Bernal Gómez           | Team Sky                  | + 19"       |
| 3r | Nairo Quintana Rojas        | Movistar Team             | + 26"       |
| 4t | Pierre Latour               | AG2R La Mondiale          | + 48"       |
| 5è | Simon Yates                 | Mitchelton-Scott          | + 1' 12"    |
| 6è | Thibaut Pinot               | Groupama-FDJ              | + 1' 14"    |
| 7è | Marc Soler i Giménez        | Movistar Team             | + 1' 18"    |
| 8è | George Bennett              | LottoNL-Jumbo             | + 1' 20"    |
| 9è | Hugh Carthy                 | EF Education First-Drapac | + 1' 24"    |
| 10è | Steven Kruijswijk           | LottoNL-Jumbo             | + 1' 28"    |

### Etapa 5
Llívia - Vielha. 23 de març de 2018. 212,9 km
| \| Classificació de l'etapa \| Classificació de l'etapa \| Classificació de l'etapa \| Classificació de l'etapa \| Classificació de l'etapa \| \| Corredor \| Corredor \| Equip \| Temps \| \| \| ------------------------ \| --------------------------- \| -------------------------- \| ------------------------ \| ------------------------ \| \| 1r \| Jarlinson Pantano Gómez \| Trek-Segafredo \| 5h 20' 53" \| \| \| 2n \| Vegard Stake Laengen \| UAE Team Emirates \| + 0" \| \| \| 3r \| Matej Mohorič \| Bahrain-Merida \| + 10" \| \| \| 4t \| Giovanni Visconti \| Bahrain-Merida \| + 10" \| \| \| 5è \| Danilo Wyss \| BMC Racing Team \| + 10" \| \| \| 6è \| Serguei Txernetski \| Astana \| + 12" \| \| \| 7è \| José Joaquín Rojas Gil \| Movistar Team \| + 14" \| \| \| 8è \| Alejandro Valverde Belmonte \| Movistar Team \| + 14" \| \| \| 9è \| Dorian Godon \| Cofidis, Solutions Crédits \| + 14" \| \| \| 10è \| Bjorg Lambrecht \| Lotto-Soudal \| + 14" \| \| |                             |                            |            |
| |                             |                            |            |
| Font: ProCyclingStats |                             |                            |            |
| Classificació de l'etapa |                             |                            |            |
| Corredor | Corredor                    | Equip                      | Temps      |
| 1r | Jarlinson Pantano Gómez     | Trek-Segafredo             | 5h 20' 53" |
| 2n | Vegard Stake Laengen        | UAE Team Emirates          | + 0"       |
| 3r | Matej Mohorič               | Bahrain-Merida             | + 10"      |
| 4t | Giovanni Visconti           | Bahrain-Merida             | + 10"      |
| 5è | Danilo Wyss                 | BMC Racing Team            | + 10"      |
| 6è | Serguei Txernetski          | Astana                     | + 12"      |
| 7è | José Joaquín Rojas Gil      | Movistar Team              | + 14"      |
| 8è | Alejandro Valverde Belmonte | Movistar Team              | + 14"      |
| 9è | Dorian Godon                | Cofidis, Solutions Crédits | + 14"      |
| 10è | Bjorg Lambrecht             | Lotto-Soudal               | + 14"      |

| \| Classificació general \| Classificació general \| Classificació general \| Classificació general \| Classificació general \| \| Corredor \| Corredor \| Equip \| Temps \| \| \| --------------------- \| --------------------------- \| ------------------------- \| --------------------- \| --------------------- \| \| 1r \| Alejandro Valverde Belmonte \| Movistar Team \| 22h 22' 05" \| \| \| 2n \| Egan Bernal Gómez \| Team Sky \| + 16" \| \| \| 3r \| Nairo Quintana Rojas \| Movistar Team \| + 26" \| \| \| 4t \| Pierre Latour \| AG2R La Mondiale \| + 48" \| \| \| 5è \| Simon Yates \| Mitchelton-Scott \| + 1' 12" \| \| \| 6è \| Marc Soler i Giménez \| Movistar Team \| + 1' 18" \| \| \| 7è \| George Bennett \| LottoNL-Jumbo \| + 1' 20" \| \| \| 8è \| Hugh Carthy \| EF Education First-Drapac \| + 1' 24" \| \| \| 9è \| Daniel Martínez Poveda \| EF Education First-Drapac \| + 1' 26" \| \| \| 10è \| Jesper Hansen \| Astana \| + 1' 28" \| \| |                             |                           |             |
| |                             |                           |             |
| Font: ProCyclingStats |                             |                           |             |
| Classificació general |                             |                           |             |
| Corredor | Corredor                    | Equip                     | Temps       |
| 1r | Alejandro Valverde Belmonte | Movistar Team             | 22h 22' 05" |
| 2n | Egan Bernal Gómez           | Team Sky                  | + 16"       |
| 3r | Nairo Quintana Rojas        | Movistar Team             | + 26"       |
| 4t | Pierre Latour               | AG2R La Mondiale          | + 48"       |
| 5è | Simon Yates                 | Mitchelton-Scott          | + 1' 12"    |
| 6è | Marc Soler i Giménez        | Movistar Team             | + 1' 18"    |
| 7è | George Bennett              | LottoNL-Jumbo             | + 1' 20"    |
| 8è | Hugh Carthy                 | EF Education First-Drapac | + 1' 24"    |
| 9è | Daniel Martínez Poveda      | EF Education First-Drapac | + 1' 26"    |
| 10è | Jesper Hansen               | Astana                    | + 1' 28"    |

### Etapa 6
Vielha - Torrefarrera. 24 de març de 2018. 194,2 km
| \| Classificació de l'etapa \| Classificació de l'etapa \| Classificació de l'etapa \| Classificació de l'etapa \| Classificació de l'etapa \| \| Corredor \| Corredor \| Equip \| Temps \| \| \| ------------------------ \| ------------------------ \| ------------------------ \| ------------------------ \| ------------------------ \| \| 1r \| Maximilian Schachmann \| Quick-Step Floors \| 2h 34' 25" \| \| \| 2n \| Diego Rubio Hernández \| Burgos-BH \| + 0" \| \| \| 3r \| Sam Bennett \| Bora-Hansgrohe \| + 18" \| \| \| 4t \| Matej Mohorič \| Bahrain-Merida \| + 18" \| \| \| 5è \| Roberto Ferrari \| UAE Team Emirates \| + 18" \| \| \| 6è \| Enrique Sanz Unzué \| Euskadi-Murias \| + 18" \| \| \| 7è \| Egan Bernal Gómez \| Team Sky \| + 18" \| \| \| 8è \| Danilo Wyss \| BMC Racing Team \| + 18" \| \| \| 9è \| José Joaquín Rojas Gil \| Movistar Team \| + 18" \| \| \| 10è \| Benoît Jarrier \| Fortuneo-Samsic \| + 18" \| \| |                        |                   |            |
| |                        |                   |            |
| Font: ProCyclingStats |                        |                   |            |
| Classificació de l'etapa |                        |                   |            |
| Corredor | Corredor               | Equip             | Temps      |
| 1r | Maximilian Schachmann  | Quick-Step Floors | 2h 34' 25" |
| 2n | Diego Rubio Hernández  | Burgos-BH         | + 0"       |
| 3r | Sam Bennett            | Bora-Hansgrohe    | + 18"      |
| 4t | Matej Mohorič          | Bahrain-Merida    | + 18"      |
| 5è | Roberto Ferrari        | UAE Team Emirates | + 18"      |
| 6è | Enrique Sanz Unzué     | Euskadi-Murias    | + 18"      |
| 7è | Egan Bernal Gómez      | Team Sky          | + 18"      |
| 8è | Danilo Wyss            | BMC Racing Team   | + 18"      |
| 9è | José Joaquín Rojas Gil | Movistar Team     | + 18"      |
| 10è | Benoît Jarrier         | Fortuneo-Samsic   | + 18"      |

| \| Classificació general \| Classificació general \| Classificació general \| Classificació general \| Classificació general \| \| Corredor \| Corredor \| Equip \| Temps \| \| \| --------------------- \| --------------------------- \| ------------------------- \| --------------------- \| --------------------- \| \| 1r \| Alejandro Valverde Belmonte \| Movistar Team \| 24h 56' 48" \| \| \| 2n \| Egan Bernal Gómez \| Team Sky \| + 16" \| \| \| 3r \| Nairo Quintana Rojas \| Movistar Team \| + 26" \| \| \| 4t \| Pierre Latour \| AG2R La Mondiale \| + 48" \| \| \| 5è \| Simon Yates \| Mitchelton-Scott \| + 1' 12" \| \| \| 6è \| Marc Soler i Giménez \| Movistar Team \| + 1' 18" \| \| \| 7è \| George Bennett \| LottoNL-Jumbo \| + 1' 20" \| \| \| 8è \| Hugh Carthy \| EF Education First-Drapac \| + 1' 24" \| \| \| 9è \| Daniel Martínez Poveda \| EF Education First-Drapac \| + 1' 26" \| \| \| 10è \| Jesper Hansen \| Astana \| + 1' 28" \| \| |                             |                           |             |
| |                             |                           |             |
| Font: ProCyclingStats |                             |                           |             |
| Classificació general |                             |                           |             |
| Corredor | Corredor                    | Equip                     | Temps       |
| 1r | Alejandro Valverde Belmonte | Movistar Team             | 24h 56' 48" |
| 2n | Egan Bernal Gómez           | Team Sky                  | + 16"       |
| 3r | Nairo Quintana Rojas        | Movistar Team             | + 26"       |
| 4t | Pierre Latour               | AG2R La Mondiale          | + 48"       |
| 5è | Simon Yates                 | Mitchelton-Scott          | + 1' 12"    |
| 6è | Marc Soler i Giménez        | Movistar Team             | + 1' 18"    |
| 7è | George Bennett              | LottoNL-Jumbo             | + 1' 20"    |
| 8è | Hugh Carthy                 | EF Education First-Drapac | + 1' 24"    |
| 9è | Daniel Martínez Poveda      | EF Education First-Drapac | + 1' 26"    |
| 10è | Jesper Hansen               | Astana                    | + 1' 28"    |

### Etapa 7
Barcelona - Barcelona. 25 de març de 2018. 178,9 km
| \| Classificació de l'etapa \| Classificació de l'etapa \| Classificació de l'etapa \| Classificació de l'etapa \| Classificació de l'etapa \| \| Corredor \| Corredor \| Equip \| Temps \| \| \| ------------------------ \| --------------------------- \| ------------------------ \| ------------------------ \| ------------------------ \| \| 1r \| Simon Yates \| Mitchelton-Scott \| 3h 28' 04" \| \| \| 2n \| Marc Soler i Giménez \| Movistar Team \| + 13" \| \| \| 3r \| Pierre Latour \| AG2R La Mondiale \| + 18" \| \| \| 4t \| Jarlinson Pantano Gómez \| Trek-Segafredo \| + 18" \| \| \| 5è \| Jay McCarthy \| Bora-Hansgrohe \| + 18" \| \| \| 6è \| Matej Mohorič \| Bahrain-Merida \| + 18" \| \| \| 7è \| Steven Kruijswijk \| LottoNL-Jumbo \| + 18" \| \| \| 8è \| Warren Barguil \| Fortuneo-Samsic \| + 18" \| \| \| 9è \| Alejandro Valverde Belmonte \| Movistar Team \| + 18" \| \| \| 10è \| George Bennett \| LottoNL-Jumbo \| + 18" \| \| |                             |                  |            |
| |                             |                  |            |
| Font: ProCyclingStats |                             |                  |            |
| Classificació de l'etapa |                             |                  |            |
| Corredor | Corredor                    | Equip            | Temps      |
| 1r | Simon Yates                 | Mitchelton-Scott | 3h 28' 04" |
| 2n | Marc Soler i Giménez        | Movistar Team    | + 13"      |
| 3r | Pierre Latour               | AG2R La Mondiale | + 18"      |
| 4t | Jarlinson Pantano Gómez     | Trek-Segafredo   | + 18"      |
| 5è | Jay McCarthy                | Bora-Hansgrohe   | + 18"      |
| 6è | Matej Mohorič               | Bahrain-Merida   | + 18"      |
| 7è | Steven Kruijswijk           | LottoNL-Jumbo    | + 18"      |
| 8è | Warren Barguil              | Fortuneo-Samsic  | + 18"      |
| 9è | Alejandro Valverde Belmonte | Movistar Team    | + 18"      |
| 10è | George Bennett              | LottoNL-Jumbo    | + 18"      |

## Classificacions finals

### Classificació general
| \| Classificació general \| Classificació general \| Classificació general \| Classificació general \| Classificació general \| \| Corredor \| Corredor \| Equip \| Temps \| \| \| --------------------- \| --------------------------- \| ------------------------- \| --------------------- \| --------------------- \| \| 1r \| Alejandro Valverde Belmonte \| Movistar Team \| 28h 25' 07" \| \| \| 2n \| Nairo Quintana Rojas \| Movistar Team \| + 29" \| \| \| 3r \| Pierre Latour \| AG2R La Mondiale \| + 47" \| \| \| 4t \| Simon Yates \| Mitchelton-Scott \| + 47" \| \| \| 5è \| Marc Soler i Giménez \| Movistar Team \| + 1' 10" \| \| \| 6è \| George Bennett \| LottoNL-Jumbo \| + 1' 23" \| \| \| 7è \| Daniel Martínez Poveda \| EF Education First-Drapac \| + 1' 29" \| \| \| 8è \| Steven Kruijswijk \| LottoNL-Jumbo \| + 1' 31" \| \| \| 9è \| Jesper Hansen \| Astana \| + 1' 31" \| \| \| 10è \| Thibaut Pinot \| Groupama-FDJ \| + 1' 34" \| \| |                             |                           |             |
| |                             |                           |             |
| Font: ProCyclingStats |                             |                           |             |
| Classificació general |                             |                           |             |
| Corredor | Corredor                    | Equip                     | Temps       |
| 1r | Alejandro Valverde Belmonte | Movistar Team             | 28h 25' 07" |
| 2n | Nairo Quintana Rojas        | Movistar Team             | + 29"       |
| 3r | Pierre Latour               | AG2R La Mondiale          | + 47"       |
| 4t | Simon Yates                 | Mitchelton-Scott          | + 47"       |
| 5è | Marc Soler i Giménez        | Movistar Team             | + 1' 10"    |
| 6è | George Bennett              | LottoNL-Jumbo             | + 1' 23"    |
| 7è | Daniel Martínez Poveda      | EF Education First-Drapac | + 1' 29"    |
| 8è | Steven Kruijswijk           | LottoNL-Jumbo             | + 1' 31"    |
| 9è | Jesper Hansen               | Astana                    | + 1' 31"    |
| 10è | Thibaut Pinot               | Groupama-FDJ              | + 1' 34"    |

### Classificacions secundàries
|   | Ciclista                 | Equip         | Punts |
| - | ------------------------ | ------------- | ----- |
| 1 | Alejandro Valverde (ESP) | Movistar Team | 46    |
| 2 | Jordi Simón (CAT)        | Burgos BH     | 34    |
| 3 | Marc Soler (CAT)         | Movistar Team | 22    |

|   | Ciclista                        | Equip                              | Punts |
| - | ------------------------------- | ---------------------------------- | ----- |
| 1 | Lluís Mas Bonet (Illes Balears) | Cannondale-Drapac Pro Cycling Team | 13    |
| 2 | Alejandro Valverde (ESP)        | Movistar Team                      | 8     |
| 3 | José Joaquín Rojas (ESP)        | Movistar Team                      | 5     |

|   | Ciclista                     | Equip                     | Temps       |
| - | ---------------------------- | ------------------------- | ----------- |
| 1 | Pierre Latour (FRA)          | AG2R La Mondiale          | 28h 25' 54" |
| 2 | Marc Soler (CAT)             | Movistar Team             | + 23"       |
| 3 | Daniel Felipe Martínez (COL) | EF Education First-Drapac | + 42"       |

|   | Equip            | País    | Temps       |
| - | ---------------- | ------- | ----------- |
| 1 | Movistar Team    | Espanya | 85h 17' 39" |
| 2 | AG2R La Mondiale | França  | + 5' 02"    |
| 3 | Groupama-FDJ     | França  | + 5' 27"    |

## Evolució de les classificacions
| Etapa | Vencedor              | Classificació general | Classificació de la muntanya | Classificació dels esprints | Classificació dels joves | Classificació per equips |
| ----- | --------------------- | --------------------- | ---------------------------- | --------------------------- | ------------------------ | ------------------------ |
| 1     | Álvaro Hodeg          | Álvaro Hodeg          | Wilmar Paredes               | Tom Bohli                   | Álvaro Hodeg             | Bora-Hansgrohe           |
| 2     | Alejandro Valverde    | Alejandro Valverde    | Pierre Latour                | Tom Bohli                   | Matej Mohorič            | Bahrain-Merida           |
| 3     | Thomas De Gendt       | Thomas De Gendt       | Thomas De Gendt              | Lluís Mas Bonet             | Matej Mohorič            | Lotto-Soudal             |
| 4     | Alejandro Valverde    | Alejandro Valverde    | Alejandro Valverde           | Lluís Mas Bonet             | Egan Bernal              | Movistar Team            |
| 5     | Jarlinson Pantano     | Alejandro Valverde    | Alejandro Valverde           | Lluís Mas Bonet             | Egan Bernal              | Movistar Team            |
| 6     | Maximilian Schachmann | Alejandro Valverde    | Alejandro Valverde           | Lluís Mas Bonet             | Egan Bernal              | Movistar Team            |
| 7     | Simon Yates           | Alejandro Valverde    | Alejandro Valverde           | Lluís Mas Bonet             | Pierre Latour            | Movistar Team            |
| Final | Final                 | Alejandro Valverde    | Alejandro Valverde           | Lluís Mas Bonet             | Pierre Latour            | Movistar Team            |